# Mylau
Mylau è un centro abitato della Germania, frazione della città di Reichenbach im Vogtland.

## Storia
Il 1º gennaio 2016 la città di Mylau venne soppressa e aggregata alla città di Reichenbach im Vogtland.

## Amministrazione

### Gemellaggi
Mylau è gemellata con:
- Waldenbuch, dal 1990
- Althen-des-Paluds, dal 2006
- Karlštejn, dal 2006
- Montecarlo, dal 2006